# 恋するベーカリー
『恋するベーカリー』（こいするベーカリー、原題: It's Complicated）は、2009年のアメリカ映画。ナンシー・マイヤーズ監督によるロマンティック・コメディ。
ソフト化した際に『恋するベーカリー 〜別れた夫と恋愛する場合〜』というサブタイトルが追加された。

## ストーリー
『ニューヨーク・タイムズ』に全米No.1の評価を受けたベーカリーの経営者であり、3人の姉弟を女手一つで育て上げたジェーンには、離婚した夫ジェイクがいた。ジェイクは若妻を貰い既に一人の息子をもうけていたが、ジェーンのことが忘れられず、しきりと彼女の元に訪ねて来るのだった。
そのジェーンはといえば、新しい家の設計を任せている建築家アダムの誠実さに心惹かれてはいたものの、ある日旅先で出会ったジェイクと夫婦当時の様な錯覚に陥り、二度三度と過ちを重ねてしまった。子供たちの手前誤魔化しはしたものの、ジェイクはすっかり本気になってしまい、ジェーンは選択を迫られる。

## キャスト
※括弧内は日本語吹替
- ジェーン・アドラー - メリル・ストリープ（駒塚由衣）
- アダム・シェファー - スティーヴ・マーティン（銀河万丈）
- ジェイク・アドラー - アレック・ボールドウィン（菅生隆之）
- ルーク・アドラー - ハンター・パリッシュ
- ハーレイ - ジョン・クラシンスキー（坂詰貴之）
- アグネス・アドラー - レイク・ベル（安永亜季）
- ローレン・アドラー - ケイトリン・フィッツジェラルド（本名陽子）
- ギャビー・アドラー - ゾーイ・カザン（うえだ星子）
- ピーター - ロバート・カーティス・ブラウン（小島敏彦）
- モス医師 - ジェームズ・パトリック・スチュアート

## 製作の背景
- 2008年5月に映画製作開始。同年8月にメリル・ストリープとアレック・ボールドウィンが、10月にスティーヴ・マーティンが配役された。
- 2009年4月にニューヨークで撮影開始。同年8月に撮影終了。